# Antônio Joaquim Rodrigues Júnior
Antônio Joaquim Rodrigues Júnior (Sobral, 12 de março de 1837 — Fortaleza, 14 de maio de 1904) foi um político brasileiro. Foi deputado geral, deputado provincial e o primeiro vice-presidente da província do Ceará, exercendo a presidência interinamente de 15 de abril a 31 de julho de 1868.

## Biografia
Filho do comerciante Antônio Joaquim Rodrigues e de Ana de Albuquerque Rodrigues. Iniciou seus estudos na cidade natal, com o padre Antônio da Silva Fialho e, em 1851, seguiu para Pernambuco, para lhes dar continuidade e, em 1853, matriculou-se na Faculdade de Direito de Olinda. Entre seus colegas de turma estavam: Frutuoso Dias Ribeiro, Gervásio Cícero de Albuquerque Melo, Gonçalo de Almeida Souto e José Alexandre Amorim Garcia. Havendo conquistado a carta de bacharel, retornou para Sobral, em 1857, onde começou a advogar.
Entrou logo na política, tornando-se o chefe do Partido Liberal, gozando do mais vasto prestígio na Província e fora dela. Foi eleito deputado geral, representando o Ceará na Assembleia Geral, nas legislaturas de 1864-1866; 1878-1881; 1881-1884; 1885; e 1886-1888; e deputado provincial, nas legislaturas de 1850-1852 e 1853-1854; 1º vice-presidente da Província. 
Como 1º vice-presidente assumiu o governo provincial em 15 de abril de 1868, em substituição ao presidente Pedro Leão Veloso, cedendo para o segundo vice, Gonçalo Batista Vieira, na ascensão dos conservadores. Foi nomeado terceiro vice-presidente da Província por Carta Imperial em maio de 1878, em substituição a Paulino Nogueira, transferido para o 4º lugar.
Foi Ministro da Guerra, nomeado em 1883, sob o Gabinete Lafayette, sendo substituído mais tarde por Filipe Franco de Sá.
Jornalista, foi redator do periódico O Cearense, órgão liberal. Brilhou na tribuna parlamentar, deixando publicados em folhetos alguns dos seus pomposos discursos.
A República encontrou Antônio Joaquim Rodrigues Júnior em seu posto de honra, sem aderir ao novo regime, o que lhe valeu sérios dissabores que chegaram ao ponto de, por suspeita de monarquismo, ser preso num vaso de guerra.
Faleceu aos 67 anos de idade, vítima de lesão cardíaca, e seu corpo foi sepultado no Cemitério São João Batista.

### Casamento e descendência
Antônio Joaquim casou-se, em 12 de janeiro de 1861, com Maria Luisa de Paula Pessoa (1839 - 1910), filha do senador Francisco de Paula Pessoa, com quem teve dez filhos, dentre os quais, o deputado estadual Francisco de Paula Rodrigues e o senador Tomás de Paula Pessoa Rodrigues.